# Aves (Santo Tirso)
Aves (por vezes referida como Vila das Aves) é uma vila portuguesa sede da Freguesia de Aves do Município de Santo Tirso, freguesia com 6,16 km² de área e 7946 habitantes (censo de 2021), tendo, por isso, uma densidade populacional de 1 289,9 hab./km².
A povoação de Aves foi elevada ao estatuto de vila em 4 de abril de 1955, sendo até aí conhecida como São Miguel das Aves. Aves é atualmente o segundo maior núcleo urbano do município de Santo Tirso.
Aqui se localiza a foz do rio Vizela, principal afluente do rio Ave. Esta circunstância explica o topónimo da vila, pois o seu primeiro nome foi "São Miguel de Entre-ambos-os-Aves".
Foi um dos maiores centros da indústria têxtil Portuguesa durante o século XX.

## Demografia
Nota: Nos censos de 1864 e 1878 pertencia ao concelho de Vila Nova de Famalicão, distrito de Braga, tendo passado para o concelho de Santo Tirso por decreto de 23/06/1879. No censo de 1878 tinha anexas as freguesias de S. Romão e Sobrado. No censo de 1940 figura como S. Miguel das Aves. Pelo decreto n.º 40 115, de 04/04/1955, a povoação de Aves foi elevada à categoria de vila.
A população registada nos censos foi:
| Distribuição da População por Grupos Etários | Distribuição da População por Grupos Etários | Distribuição da População por Grupos Etários | Distribuição da População por Grupos Etários | Distribuição da População por Grupos Etários |
| -------------------------------------------- | -------------------------------------------- | -------------------------------------------- | -------------------------------------------- | -------------------------------------------- |
| Ano                                          | 0-14 Anos                                    | 15-24 Anos                                   | 25-64 Anos                                   | > 65 Anos                                    |
| 2001                                         | 1377                                         | 1235                                         | 4694                                         | 1186                                         |
| 2011                                         | 1115                                         | 941                                          | 4822                                         | 1580                                         |
| 2021                                         | 879                                          | 783                                          | 4219                                         | 2065                                         |

## Património
- Estádio do Clube Desportivo das Aves
- Complexo Desportivo do Clube Desportivo das Aves
- Pavilhão do Clube Desportivo das Aves
- Vontade Singular - Associação Juvenil
- Associação Moradores Complexo Habitacional de Ringe
- Complexo Desportivo Rosa Conceição Pinto Correira de Abreu (Ringe)
- PACAR - Polo de Animação Cultural e Artística de Ringe
- Capela Santo André de Sobrado
- Igreja Matriz de Vila das Aves
- Associação Humanitária dos Bombeiros Voluntários de Vila das Aves
- Centro de Lazer António Martins Ribeiro
- Termas do Amieiro Galego
- Parque Novo Amieiro Galego
- Mosteiro das Irmãs Clarissas
- Capela de São José (onde se venera Nossa Senhora Menina)
- Lar Familiar da Tranquilidade
- Patronato Centro Social
- Museu de Arte Sacra
- Centro Pastoral de Cense
- Quinta do Rio Vizela
- Mosteiro da Visitação
- Centro Cultural de Vila das Aves
- Centro de Saúde de Vila das Aves
- Estação de Comboios de Vila das Aves
- Bombeiros Voluntários de Vila das Aves
- Galaxy Futebol Campus

## Estabelecimentos de ensino
- Escola da Ponte
- Escola Básica de Bom Nome
- Escola Básica de Quintão 1
- Escola Básica de Cense
- Jardim de Infância das Fontainhas
- Escola Básica de Vila Das Aves
- Escola Secundária D. Afonso Henriques

## Desporto
O Clube Desportivo das Aves é o clube da vila, que frequentemente se encontra na primeira liga de futebol. O Clube tem 6 presenças na 1º Liga de Portugal e foi o vencedor da Taça de Portugal na época de 2017/2018.